# 1573 w polityce

Konfederacja Warszawska

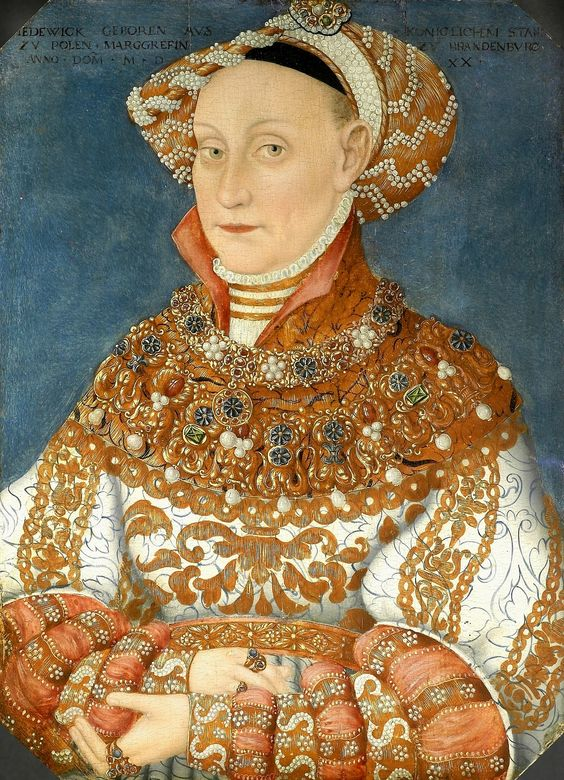
Jadwiga Jagiellonka (1513–1573)

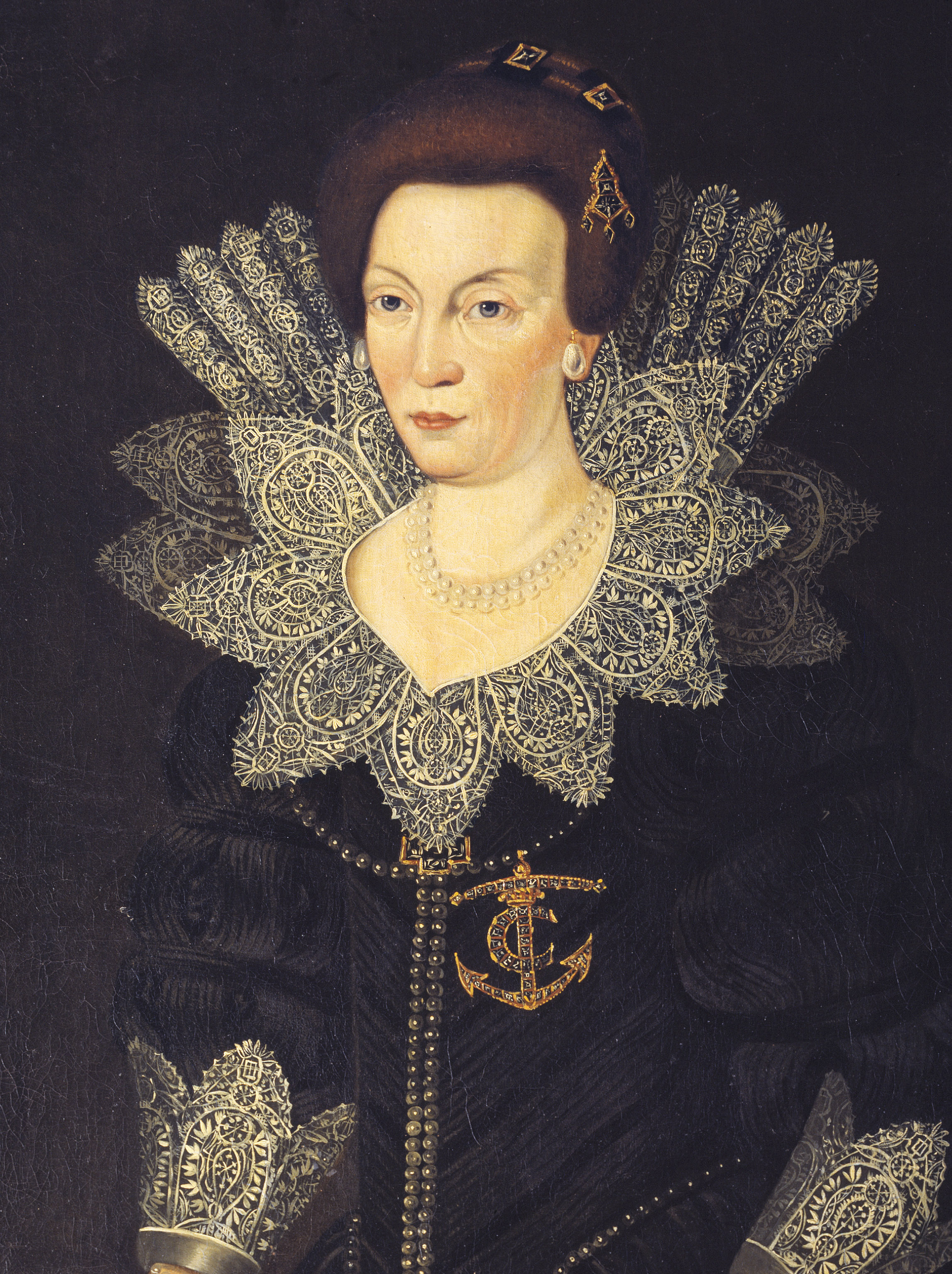
Krystyna holsztyńska

Wydarzenia polityczne w 1573 roku.

## Wydarzenia
- 28 stycznia uchwalenie Konfederacji warszawskiej, zapewniającej tolerancję religijną w Polsce[1].
- 12 lipca - Wojna osiemdziesięcioletnia: kapitulacja holenderskiego Haarlem po półtorarocznym hiszpańskim oblężeniu[2].
- 8 października - Wojna osiemdziesięcioletnia: koniec nieudanego oblężenia holenderskiego Alkmaar przez Hiszpanów[2].
- 11 listopada - Wojna osiemdziesięcioletnia: Hiszpanie ponieśli porażkę w bitwie morskiej w Zatoce Zuider Zee[2].

## Urodzili się
- 12 kwietnia Krystyna holsztyńska, żona Karola IX Wazy, matka Gustawa II Adolfa[3].

## Zmarli
- 7 lutego Jadwiga Jagiellonka, elektorowa brandenburska[4].
- 7 września Joanna Austriacka, regentka Hiszpanii[5].
- 2 listopada Barnim IX Pobożny, książę pomorski[6].